# Ian Haugland

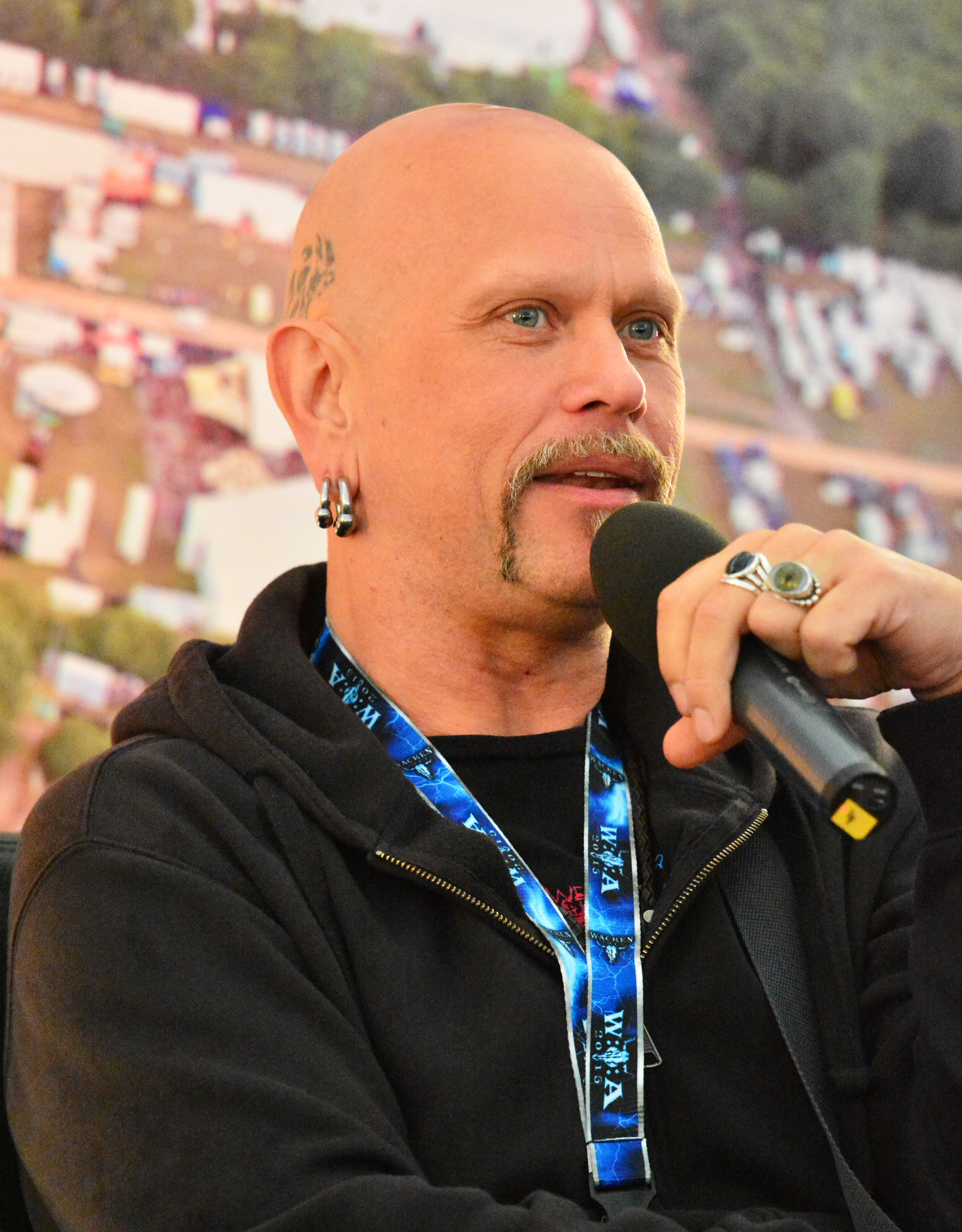
Ian Haugland bei einer Pressekonferenz beim Wacken Open Air 2015

Jan-Håkan „Ian“ Haugland (* 13. August 1964 in Nordreisa, Norwegen) ist ein schwedischer Schlagzeuger der Rockband Europe. Zudem arbeitet er als Radiomoderator beim Stockholmer Lokalsender 106,7 Rockklassiker. Sein Vater heißt Sigmund Haugland, seine Mutter Siv ist 2002 verstorben.
Bereits mit acht Monaten zog Ian mit seiner Familie in den Stockholmer Vorort Märsta (Schweden). Derzeit lebt er in Stockholm.
Seine musikalische Karriere begann er als 13-Jähriger bei der Band Rainbow Rising mit Cozy Powell. Er spielte noch bei einigen weiteren Bands wie Trilogy, bei der der Bassist von Candlemass Leif Edling sang, sowie in Yngwie J. Malmsteens Band Rising Force. Im Sommer 1984 trat Ian der schwedischen Rockband Europe bei und ersetzte den gefeuerten Tony Reno am Schlagzeug. Nach der Auflösung/Pause der Band im Jahre 1992 tourte Haugland mit verschiedenen Bands und nahm mit ihnen Platten auf: Brazen Abbot, Clockwise, Last Autumn’s Dream, John Norum, Europe und dem ehemaligen Black-Sabbath-Deep-Purple-Sänger Glenn Hughes. 1998 nahm er eine Coverversion des Black-Sabbath-Songs Changes für das Ozzy-Osbourne-Tributealbum Ozzified auf. Seit dem Comeback Europes im Jahr 2003 und bereits 2000 bei der Millennium Show in Stockholm, als Europe ihr wohl bekanntestes Lied The Final Countdown vor einer Million anwesenden Zuschauern spielte, ist Ian wieder als Schlagzeuger mit dabei.

## Diskografie
- Europe – The Final Countdown (1986)
- Tone Norum – One of a Kind (1986)
- Europe – Out of This World (1988)
- Europe – Prisoners in Paradise (1991)
- Baltimoore – Thought for Food (1992)
- Niva – No Capitulation (1994)
- Glenn Hughes – From Now On… (1994)
- Glenn Hughes – Burning Japan Live (1994)
- Trilogy – Lust Provider (1994)
- R.A.W. – First (1995)
- Brazen Abbot – Live and Learn (1996)
- Peter Jezewski – Swedish Gold (1996)
- Brazen Abbot – Eye of the Storm (1997)
- Clockwise – Nostalgia (1997)
- R.A.W. – Now We’re Cookin'  (1997)
- Brazen Abbot – Bad Religion (1998)
- Clockwise – Naïve (1998)
- Ozzy Osbourne Tribute – Ozzified (1998)
- Brains Beat Beauty – First Came Moses, Now This… (1998)
- Thore Skogman – Än Är Det Drag (1998)
- Candlemass – Dactylis Glomerata (1998)
- Totte Wallin – M M M Blues (och lite country) (1998)
- Nikolo Kotzev’s Nostradamus – Nostradamus (2001)
- Baltimoore – The Best of Baltimoore (2001)
- Sha-Boom – FIIIRE!! – The Best of Sha-Boom (2002)
- Brazen Abbot – Guilty as Sin (2003)
- Last Autumn’s Dream – Last Autumn’s Dream (2003)
- Europe – Start from the Dark (2004)
- Europe –  Secret Society (2006)
- Europe –  Last Look At Eden (2009)
- Europe –  Bag of Bones (2012)